# El Paso Locomotive FC
El Paso Locomotive FC es un equipo de fútbol de Estados Unidos que juega en la USL Championship, la segunda división de fútbol en el país.

## Historia
Fue fundado el 1 de marzo de 2018 en la ciudad de El Paso, Texas como uno de los equipos de expansión para la temporada 2019 de la USL Championship.
El nombre Locomotive es por un concurso realizado en octubre de 2018 en el que fue el nombre ganador por encima de opciones como Legartos, Estrellas, Stars y Tejanos.
El primer entrenador en la historia del club es el inglés Mark Lowry.

## Estadio
El club juega en el Southwest University Park, estadio construido originalmente para béisbol, el cual comparte con El Paso Chihuahuas de las ligas menores de béisbol.

## Uniforme
| Periodo | Proveedor | Patrocinador         |
| ------- | --------- | -------------------- |
| 2019-   | BLK       | Southwest University |